# Lý Hoàn (Hồng lâu mộng)
Lý Hoàn (tiếng Trung: 李紈; bính âm: Lǐ Wán) tên chữ là Cung Tài, là nhân vật hư cấu trong tiểu thuyết Hồng Lâu Mộng, tác giả Tào Tuyết Cần. Nàng là con gái của Lý Thủ Trung, là vợ góa của Giả Châu, mẹ của Giả Lan, mợ cả của Vinh phủ, con dâu của Giả Chính, Vương phu nhân, chị dâu góa của Giả Bảo Ngọc, Giả Nguyên Xuân, Giả Thám Xuân, Giả Hoàn. Lý Hoàn là một trong Kim Lăng thập nhị thoa chính sách.

## Số phận
Lý Hoàn vốn là tiểu thư của nhà đại gia họ Lý ở đất Kim Lăng (Nam Kinh), được gả cho Giả Châu, con cả của Giả Chính và Vương phu nhân. Giả Châu thi đỗ tú tài, đến năm hai mươi tuổi thì chết, để lại cậu con trai Giả Lan. Từ đó Lý Hoàn ở góa bụa, thủ tiết thờ chồng nuôi con.
Nguyên họ Lý là vợ Giả Châu. Giả Châu chết sớm, có đứa con trai tên là Giả Lan, lên năm tuổi, đã đi học. Họ Lý cũng là con nhà danh hoạn đất Kim Lăng, bố là Lý Thủ Trung là Quốc tử Tế tửu. Trong họ, con trai, con gái đều được đi học. Đến đời Lý Thủ Trung thì cho "con gái bất tài, ấy là đức". Vì thế, ông ta không cho con gái đi học đến nơi đến chốn, chỉ cho đọc "Nữ tứ thư", "Liệt nữ truyện" để biết một số chữ, nhớ một số truyện hiền nữ đời trước là đủ, cốt sao chú trọng về thêu thùa canh cửi và việc vặt mà thôi. Nhân vậy đặt tên con là Lý Hoàn, tên chữ là Cung Tài. Lý Hoàn trẻ tuổi, góa chồng, mặc dầu ở chỗ cao lương gấm vóc, nhưng lòng lạnh như tro tàn, cây cỗi, hết thảy không buồn hỏi, không buồn nghe việc gì; chỉ biết hầu bố mẹ chồng, nuôi con, lúc rỗi thì khâu vá, đọc sách với các cô em. Nay biết Đại Ngọc đến đây, nhưng chắc đã có mấy chị em hầu bạn, nên ngoài việc thờ phụng cha già ra, chị ta không còn nghĩ đến việc gì nữa.

Lý Hoàn cốt cách như hoa mai, hoa lan. Nàng là người phụ nữ rất xinh đẹp, nhân hậu, tốt bụng, luôn tuân thủ đúng những chuẩn mực phong kiến, đối xử nhân đức với mọi người nên được trên dưới quý mến, kính trọng, không có một điều tiếng gì, người dưới thường gọi là "Phật sống". Nàng cũng không mưu cầu danh lợi, quyền thế, không lo tranh đoạt địa vị trong phủ. Lý Hoàn cũng là người đứng ra cầm trịch ở thi xã, nàng cũng biết về thơ, làm được thơ nhưng không hay gắng sức trổ tài. Đây là nhân vật có tính cách đối lập với Vương Hy Phượng.
Hồi 63, Viện Di Hồng chị em mở tiệc; Nuốt kim đan, Giả Kính chết oan, khi rút thẻ hoa, Lý Hoàn rút được thẻ có hình cây mai già.
Mọi người cầm thẻ xem, thấy vẽ một cành mai già, viết bốn chữ "Vóc đựng sương mai". Mặt sau đề một câu thơ cổ: "Nhà tranh giậu trúc nhưng lòng vẫn vui".

### Chính sách đề vịnh chi thập
| 正冊題詠之十 桃李春風結子完， 到頭誰似一盆蘭？ 如冰水好空相妒， 枉與他人作笑談。 | Chính sách đề vịnh chi thập Đào lý xuân phong kết tử hoàn, Đáo đầu thuỳ tự nhất bồn lan ? Như băng thủy hảo không tương đố, Uổng dữ tha nhân tác tiếu đàm. | Đề sách chính bài 10 (Dịch: nhóm Vũ Bội Hoàng) Gặp xuân đào lý quả muôn vàn, Rốt cuộc sao bằng một chậu lan. Nước sạch, băng trong ghen ghét hão, Tiếng tăm còn để lại nhân gian. |

### Hồng lâu mộng khúc
| 晚韶華 鏡裏恩情， 更那堪夢裏功名！ 那美韶華去之何迅！ 再休提繡帳鴛衾。 只這戴珠冠， 披鳳襖，也抵不了無常性命。 雖說是，人生莫受老來貧， 也須要陰騭積兒孫。 氣昂昂，頭戴簪纓， 光燦燦，胸懸金印， 威赫赫，爵祿高登， 昏慘慘，黃泉路近！ 問古來將相可還存？ 也只是虛名兒後人欽敬。 | Vãn thiều hoa Cảnh lý ân tình, Canh na kham mộng lý công danh! Na mỹ thiều hoa khứ chi hà tấn! Tái hưu đề tú trướng uyên khâm. Chỉ giá đới châu quan, Phi phụng áo, dã để bất liễu vô thường tính mệnh. Tuy thuyết thị, nhân sinh mạc thụ lão lai bần, Dã tu yêu âm chất tích nhi tôn. Khí ngang ngang, đầu đới trâm anh, Quang xán xán, hung huyền kim ấn, Uy hách hách, tước lộc cao đăng, Hôn thảm thảm, hoàng tuyền lộ cận! Vấn cổ lai tướng tương khả hoàn tồn? Dã chỉ thị hư danh nhi hậu nhân khâm kính. | Cảnh xuân về cuối (Dịch: nhóm Vũ Bội Hoàng) Còn gì ân ái trong gương Còn gì giấc mộng trên đường công danh Cảnh thiều hoa đi sao nhanh Chăn uyên màn gấm thôi đành bỏ qua Mũ châu áo phượng thướt tha Chống làm sao nổi vận nhà bấp bênh Già, nghèo khó chịu đã đành Cũng nên tích đức để dành về sau Ngông nghênh trâm ngọc trên đầu Ấn vàng trước ngực muôn màu sáng tươi Uy quyền lộc vị lẫy lừng Suối vàng buồn thảm đường chừng gần thôi Xưa nay khanh tướng còn ai Hoạ còn tiếng hão cho đời ngợi khen |

## Trên màn ảnh
- Tôn Mộng Tuyền thủ vai Lý Hoàn trong phim Hồng Lâu Mộng năm 1987, đạo diễn Vương Phù Lâm